# ایگویسی هیلز
ایگویسی هیلز (به لاتین: Igwisi Hills) یک کوه در تانزانیا است که در تانزانیا واقع شده‌است. ایگویسی هیلز ۱٬۱۴۵ متر بالاتر از سطح دریا واقع شده‌است.